# (33712) 1999 LE19
1999 LE19 (asteroide 33712) é um asteroide da cintura principal. Possui uma excentricidade de 0.11357610 e uma inclinação de 10.84556º.
Este asteroide foi descoberto no dia 10 de junho de 1999 por Frank B. Zoltowski em Woomera.